# 王欣宇
王欣宇（1996年12月19日—），中国大陆女歌手。2015年5月，她参加浙江卫视选秀节目《青春练习生》，获得云南赛区冠军。2016年，先后参加芒果TV选秀节目《2016超级女声》以及爱奇艺娱乐节目《偶滴歌神啊第》第三季，并发行原创单曲《十叁》。2020年初，以训练生身份参加爱奇艺选秀节目《青春有你》第二季。